# Hochtaunus (Kirchenbezirk)
Der Bezirk Hochtaunus war einer der elf Bezirke der römisch-katholischen Kirche im Bistum Limburg. An die Stelle der Bezirke traten zum 1. Mai 2024 die Regionen.
Im Dekanat lebten rund 55.160 (2007 waren es 57.005, 2001 ca. 60.000) Katholiken, was einem Katholikenanteil von 25,94 % entsprach. Durchschnittlich lag der Anteil der Gottesdienstbesucher bei rund 12,6 % der Katholiken.
Territorial umfasste der Bezirk den größten Teil des Hochtaunuskreises. Davon ausgenommen waren die Kirchengemeinden in den Bad Homburger Stadtteilen Ober-Eschbach und Ober-Erlenbach sowie Friedrichsdorf-Burgholzhausen, die zum Bistum Mainz gehören, und die Pfarrei Weilrod-Hasselbach, die zum Bezirk Limburg gehört. Letzter kommissarischer Bezirksdekan war der Oberurseler Pfarrer Andreas Unfried. Das Bezirksbüro befand sich in Bad Homburg vor der Höhe.

## Geschichte
Historisch war der überwiegende Teil des Bezirks protestantisch geprägt. Lediglich im Osten des Bezirks waren einige Orte (Schloßborn, Königstein im Taunus, Reifenberg, Oberursel, Kirdorf) durch die Zugehörigkeit zu Kurmainz katholisch. Nach dem Ende des Alten Reiches 1806 bildeten sich langsam wieder katholische Gemeinden in den protestantischen Gebieten. Einen massiven Zuwachs erhielten die katholischen Gemeinden nach dem Zweiten Weltkrieg. Flucht und Vertreibung aus den deutschen Ostgebieten führte zu einem Zuzug von katholischen Neubürgern in vielen Orten. Viele der heutigen Kirchen im ehemaligen Bezirk Hochtaunus stammen daher aus den 1950er und 1960er Jahren und weisen die architektonischen Merkmale dieser Zeit auf.
Vor der Gründung des Bezirks Hochtaunus 2005 war das Bistum Limburg in elf Bezirke eingeteilt, die sich überwiegend an den Landkreisen orientierten. Der Bezirk Obertaunus als Vorgänger des Bezirks Hochtaunus umfasste die katholischen Gemeinden des Hochtaunuskreises mit folgenden Ausnahmen: Königstein (nicht aber Falkenstein und Mammolshain) sowie Oberreifenberg, Niederreifenberg und Seelenberg gehörten zum Bezirk Main-Taunus. Kalbach gehörte hingegen nicht zum Bezirk Frankfurt, sondern zum Bezirk Obertaunus.

## Katholische Einrichtungen und Vereine im Bezirk
Die Pfarreien des Bezirks waren Träger von insgesamt 22 Kindergärten und Kindertagesstätten. Diese sind in der KTK-Regional AG Hochtaunus (Kath. Tageseinrichtungen für Kinder) verbunden. Des Weiteren gibt es zwei katholische Schulen in Trägerschaft des Bistums im Bezirk, die Bischof-Neumann-Schule und die St. Angela-Schule, beide in Königstein, sowie die von der Congregatio Iesu geleitete Maria-Ward-Schule in Bad Homburg vor der Höhe. Weiterhin betreiben die Schwestern von der Göttlichen Vorsehung die Fachschule für Sozialpädagogik Oberursel.
Der Caritasverband für den Bezirk Hochtaunus e. V. betreibt diverse Beratungsangebote, mehrere Tafeln, ein Wohnheim für Obdachlose und bietet häusliche Pflege an. Das Bildungswerk Hochtaunus der Katholischen Erwachsenenbildung weist ein Bildungsprogramm für den Bezirk vor. Die kirchenmusikalische Koordination auf Bezirksebene (Ausbildung von Organisten, Bezirkschor) übernimmt der Bezirkskantor. Alle zwei Jahre findet ein Misereor-Solidaritätsgang statt, bei dem zahlreiche Gläubige nach Königstein wandern, um für Entwicklungsländer Hilfsgelder zu sammeln. Für die Kurgäste in Bad Homburg stellt die katholische Kirche einen Kurseelsorger zur Verfügung.
Weitere Einrichtungen und Vereine:
- Amt für Katholische Religionspädagogik Taunus, Oberursel
- Katholische Fachstelle für Jugendarbeit, Taunus
- Christlicher Bildungskreis 'Rabanus Maurus' Oberursel e. V.
- Kolping Bezirk Hochtaunus

## Liste der Kirchen
| Bild | Kirche                   | Ort                        | Pfarrei                                | Bemerkungen |
| ---- | ------------------------ | -------------------------- | -------------------------------------- | --- |
|      | St. Marien               | Bad Homburg vor der Höhe   | St. Marien, Bad Homburg-Friedrichsdorf | Pfarrkirche |
|      | Heilig Kreuz             | Bad Homburg-Gonzenheim     | St. Marien, Bad Homburg-Friedrichsdorf | zuvor Filialkirche von St. Marien Die Bezuschussung der Kirche durch das Bistum ist gestrichen. Mittelfristig ist der Bestand der Kirche daher nicht gesichert.                                                                                  |
|      | Herz Jesu                | Bad Homburg (Gartenfeld)   | St. Marien, Bad Homburg-Friedrichsdorf | zuvor Filialkirche von St. Marien |
|      | St. Johannes             | Bad Homburg-Kirdorf        | St. Marien, Bad Homburg-Friedrichsdorf | zuvor Pfarrkirche, „Taunusdom“ |
|      | St. Bonifatius           | Friedrichsdorf             | St. Marien, Bad Homburg-Friedrichsdorf | zuvor Pfarrkirche |
|      | St. Josef                | Friedrichsdorf-Köppern     | St. Marien, Bad Homburg-Friedrichsdorf | zuvor Filialkirche von St. Bonifatius |
|      | Hl. Geist                | Glashütten                 | Maria Himmelfahrt, Königstein          | zuvor Pfarrkirche |
| 0    | St. Philippus u. Jakobus | Glashütten-Schloßborn      | Maria Himmelfahrt, Königstein          | zuvor Pfarrkirche |
|      | St. Marien               | Königstein                 | Maria Himmelfahrt, Königstein          | Pfarrkirche |
|      | St. Michael              | Königstein-Mammolshain     | Maria Himmelfahrt, Königstein          | zuvor Pfarrkirche |
|      | Christkönig              | Königstein-Falkenstein     | Maria Himmelfahrt, Königstein          | zuvor Pfarrkirche |
|      | St. Johannes der Täufer  | Königstein-Schneidhain     | Maria Himmelfahrt, Königstein          | zuvor Pfarrkirche |
|      | St. Peter und Paul       | Kronberg im Taunus         | Maria Himmelfahrt, Königstein          | zuvor Pfarrkirche |
|      | St. Alban                | Kronberg-Schönberg         | Maria Himmelfahrt, Königstein          | zuvor Pfarrkirche |
|      | St. Vitus                | Kronberg-Oberhöchstadt     | Maria Himmelfahrt, Königstein          | zuvor Pfarrkirche |
|      | Kollegskirche            | Königstein                 | Maria Himmelfahrt, Königstein          | Schulkirche der Bischof-Neumann-Schule, keine regelmäßigen Gottesdienste, wird nicht im Rahmen der Pfarrseelsorge verwendet. |
|      | Klosterkirche            | Königstein                 | Maria Himmelfahrt, Königstein          | Kirche der Ursulinen, Schulkirche der St. Angela-Schule, wird nicht im Rahmen der Pfarrseelsorge verwendet. |
|      | St. Ursula               | Oberursel                  | St. Ursula, Oberursel-Steinbach        | Pfarrkirche |
|      | Liebfrauen               | Oberursel                  | St. Ursula, Oberursel-Steinbach        | zuvor Pfarrkirche |
|      | St. Hedwig               | Oberursel                  | St. Ursula, Oberursel-Steinbach        | zuvor Pfarrkirche. Die Finanzierung durch das Bistum wurde eingestellt und die Kirche sollte 2011 geschlossen sowie abgerissen werden, wurde dann aber kurzfristig auf Initiative der Gemeinde unter Denkmalschutz gestellt und bleibt erhalten. |
|      | St. Aureus und Justina   | Oberursel-Bommersheim      | St. Ursula, Oberursel-Steinbach        | zuvor Pfarrkirche |
|      | St. Petrus Canisius      | Oberursel-Oberstedten      | St. Ursula, Oberursel-Steinbach        | zuvor Pfarrkirche |
|      | St. Sebastian            | Oberursel-Stierstadt       | St. Ursula, Oberursel-Steinbach        | zuvor Pfarrkirche |
|      | St. Crutzen              | Oberursel-Weißkirchen      | St. Ursula, Oberursel-Steinbach        | zuvor Pfarrkirche |
|      | St. Bonifatius           | Steinbach                  | St. Ursula, Oberursel-Steinbach        | zuvor Pfarrkirche |
|      | St. Konrad               | Grävenwiesbach             | St. Franziskus und Clara, Usingerland  | zuvor Pfarrkirche |
|      | St. Marien               | Neu-Anspach                | St. Franziskus und Clara, Usingerland  | Pfarrkirche |
|      | St. Karl Borromäus       | Schmitten                  | St. Franziskus und Clara, Usingerland  | zuvor Pfarrkirche |
|      | St. Johannes der Täufer  | Schmitten-Niederreifenberg | St. Franziskus und Clara, Usingerland  | zuvor Pfarrkirche |
|      | St. Georg                | Schmitten-Oberreifenberg   | St. Franziskus und Clara, Usingerland  | zuvor Pfarrkirche |
|      | St. Kasimir              | Schmitten-Seelenberg       | St. Franziskus und Clara, Usingerland  | zuvor Pfarrkirche |
|      | St. Laurentius           | Usingen                    | St. Franziskus und Clara, Usingerland  | zuvor Pfarrkirche |
|      | St. Johannes der Täufer  | Usingen-Kransberg          | St. Franziskus und Clara, Usingerland  | zuvor Pfarrkirche |
|      | St. Michael              | Wehrheim                   | St. Franziskus und Clara, Usingerland  | zuvor Pfarrkirche |
|      | St. Georg                | Wehrheim-Pfaffenwiesbach   | St. Franziskus und Clara, Usingerland  | zuvor Pfarrkirche |

Ehemalige Kirchen:
| Bild | Kirche         | Ort                 | Pfarrei                                | Bemerkungen |
| ---- | -------------- | ------------------- | -------------------------------------- | --- |
|      | Herz Jesu      | Friedrichsdorf      | St. Marien, Bad Homburg-Friedrichsdorf | Filialkirche von St. Bonifatius. Die Kirche wurde 1912/1913 als Kapelle erbaut und in den 1950er Jahren erweitert. Ab 1963 war sie Pfarrkirche. Die Kirche wurde am 26. Februar 2012 entweiht und anschließend abgerissen |
| 0    | St. Franziskus | Bad Homburg-Kirdorf | St. Marien, Bad Homburg-Friedrichsdorf | Filialkirche von St. Johannes. Die Bezuschussung der Kirche durch das Bistum ist gestrichen. 2015 wurde die Kirche geschlossen.                                                                                           |

## Pastorale Räume
Ab 2006 war das Bistum Limburg durchgehend in Pastorale Räume eingeteilt, in denen jeweils ein Pfarrer für mehrere Gemeinden zuständig war. Die sechs pastoralen Räume im Bezirk Hochtaunus wurden, bedingt durch niedrigeren Gottesdienstbesuch und Priestermangel sowie die Notwendigkeit, Kosten zu senken, am 1. Januar 2012 zu vier größeren Einheiten zusammengefasst.
Die pastoralen Räume in Bad Homburg vor der Höhe und Friedrichsdorf wurden dann zu einem gemeinsamen pastoralen Raum Bad Homburg/Friedrichsdorf zusammengelegt. Sitz des Pfarrers war Bad Homburg vor der Höhe. Pfarrkirche ist St. Marien. Ebenfalls reduzierte sich durch diese Zusammenlegung die Zahl der hauptamtlichen Mitarbeiter von ehemals neun auf vier.
Der pastorale Raum Schloßborn/Schmitten wurde aufgelöst und anhand der politischen Grenzen aufgeteilt. Schmitten wurde dem pastoralen Raum Usinger Land/Schmitten zugeordnet, Glashütten und Schloßborn dem pastoralen Raum Königstein-Kronberg-Schloßborn. Der vierte pastorale Raum war Oberursel/Steinbach.
In den folgenden Jahren wurden die pastoralen Räume durch vier Pfarreien neuen Typs ersetzt:
- St. Marien, Bad Homburg-Friedrichsdorf
- St. Ursula, Oberursel-Steinbach
- St. Franziskus und Clara, Usingerland
- Maria Himmelfahrt, Königstein

Diese Pfarreien haben nur noch eine Pfarrkirche sowie weitere Kirchorte.